# Verzetsmonument Soest
Het Verzetsmonument 'Treurende vrouw'  is opgericht ter nagedachtenis aan verzetslieden, vervolgden, burgerslachtoffers, Nederlandse militairen en burgerslachtoffers uit Nederlands-Indië die zijn overleden tijdens en na Tweede Wereldoorlog.
Het monument bevindt zich op het Verzetsplein aan de Ingenieur Menkolaan. Op 31 augustus 1954 werd het onthuld.

## Ontwerp
Het monument is een gedenkmuur opgebouwd uit Franse kalksteen. De muur is 2 meter 20 hoog, 9 meter 50 breed en 40 centimeter diep. De tekst op het monument luidt: "1940-1945". In het midden staat een beeld van een betreurde vrouw. Hieromheen worden vier reliëfs afgebeeld. Alle reliëfs staan symbool voor de strijd voor vrijheid tijdens de Tweede Wereldoorlog. Het eerste reliëf (linksboven) beeld een man met een masker af die wordt afgewezen door drie vrouwen. Dit staat symbool voor de onderdrukkende kern van het nationaalsocialisme. Linksonder wordt uitgebeeld hoe de oogst en vee werden weggehaald. Het reliëf rechtsboven verbeeldt hoe mannen door soldaten werden meegenomen en het reliëf rechtsonder verbeeld hoe mensen keken naar een man die tot de doodstraf veroordeeld was.

Op 9 april 2011 werd een nieuwe gedenksteen onthuld naast het originele monument op initiatief van Indië-veteraan J.C.M. Boerenkamp en A.J. van Breukelen. De steen is 1 meter 70 hoog en 45 centimeter breed en diep. Op het 'Indië-monument staat een embleem en de inscriptie:
"NEDERLANDS INDIË 1945-1950 OPDAT WE NIET VERGETEN"
Hieronder staan namen van slachtoffers die overleden zijn in Nederlands-Indië na de oorlog:
E.J. Hartemink, G.W. Heijnen, M.G. Kamer, W.F.A. Nijhuis, J.A.B. Pietersz, J. Scheffer, W. Spleet en H.G. Wijnads.

## Geschiedenis
In 1946 kwam burgemeester Des Tombe met het idee om een oorlogsmonument op te richten. Architect Dudok kreeg in 1947 de opdracht om een monument te stichten in de vorm van een monumentaal gebouw. Het locatie en ontwerp van het monument werd bekritiseerd en op 18 december 1953 besloot de gemeenteraad om een kleiner monument te plaatsen in het park van de Braamhage. Het nieuwe ontwerp van Albert Dresmé werd op 31 augustus 1954 onthuld.

## Locatie en controversie
Het originele plan van Des Tombe was om het oorlogsmonument een monumentaal gebouw te maken op de Braamhage met als doel om het culturele centrum van Soest te worden. Voor de Tweede Wereldoorlog werd de Braamhage gebruikt als woning voor Nederlandse soldaten. Tijdens de oorlog werd er plaats gemaakt voor Duitse soldaten en in 1945 werden Canadese soldaten hier ondergebracht. In de loop van 1948 kwam er echter kritiek op deze plannen omdat mogelijke feestelijkheden in het nieuwe culturele centrum niet samen zouden gaan met een herdenkingsmonument. Daarom werd er gepleit voor een gedenkteken in een meer gebruikelijke vorm.
Het monument bevindt zich vlak bij de twee middelbare scholen Griftland College en het Baarnsch Lyceum. Als gevolg hiervan zijn er problemen met hangjeugd bij het monument. Op Oudejaarsavond in 2010 werden er vuilnisbakken opgeblazen en er werd een hakenkruis geverfd. De lokale VVD-fractie wilde dat de gemeente een samenscholingsverbod zou opleggen voor het gebied rond het monument, om overlast te voorkomen.